# Homeomastax strigla
Homeomastax strigla is een rechtvleugelig insect uit de familie Eumastacidae. De wetenschappelijke naam van deze soort is voor het eerst geldig gepubliceerd in 2001 door Rowell & Bentos-Pereira.